# Florac
Florac (okzitanisch gleichlautend) ist eine Ortschaft und eine Commune déléguée in der französischen Gemeinde Florac Trois Rivières mit 1889 Einwohnern (Stand: 1. Januar 2019) im Département Lozère in der Region Okzitanien.

## Lage
Florac liegt am Fluss Tarnon in den Cevennen im südlichen Zentralmassiv auf ca. 550 m Höhe ü. d. M. Der höchste Berg der Cevennen, der Mont Lozère, liegt etwa 20 km nordöstlich von Florac. Bei Florac beginnt nach dem Zusammenfluss des Tarnon und des oberen Tarn das 40 Kilometer lange und tief eingeschnittene System der Gorges du Tarn. Florac liegt im Zentrum des Nationalparks Cevennen.

## Bevölkerungsentwicklung
| Jahr      | 1800 | 1851 | 1901 | 1954 | 1999 | 2013 |
| Einwohner | 1915 | 2600 | 1953 | 1452 | 1996 | 1950 |

In der ersten Hälfte des 20. Jahrhunderts sanken die Bevölkerungszahlen kontinuierlich ab um sich danach wieder zu stabilisieren.

## Wirtschaft
Jahrhundertelang lebten die Einwohner der Gemeinde zumeist als Selbstversorger von der Landwirtschaft, zu der auch die Viehzucht (Schafe, Ziegen, Rinder, Hühner) gehörte. Als regionales Wirtschaftszentrum war der Ort auch attraktiv für Kleinhandel, Handwerk und kleinere Dienstleistungsunternehmen. Mittlerweile spielt der Tourismus in Form der Vermietung von Ferienwohnungen (gîtes) eine bedeutende Rolle.

## Geschichte
Im Jahr 1130 errichteten Mönche der Benediktinerabtei von La Chaise-Dieu in Florac ein Priorat, welches den Kern der weiteren Entwicklung des Ortes bildete. Im 13. Jahrhundert existierte eine Burg (château), die jedoch in den Hugenottenkriegen zerstört wurde. Der Ort selbst war umgeben von Wasserläufen und -gräben bis im 14. Jahrhundert eine Stadtmauer (remparts) entstand. Im 16. und 17. Jahrhundert geriet die Stadt unter protestantischen Einfluss, der jedoch mit der Aufhebung des im Jahr 1598 von Heinrich IV. erlassenen Edikts von Nantes durch Ludwig XIV. (1685) und den anschließenden Kamisardenkriegen (1702–1705) ein Ende fand.
Mit Wirkung vom 1. Januar 2016 wurde Florac mit der Gemeinde La Salle-Prunet zur Commune nouvelle Florac Trois Rivières zusammengeschlossen.

## Sehenswürdigkeiten
- Die Pfarrkirche Église Saint-Martin steht an der Stelle der ehemaligen Prioratskirche, die jedoch aufgrund von Konflikten mit dem örtlichen Grundherren (seigneur) im Jahr 1501 zerstört wurde. Stattdessen wurde ein protestantisches Gotteshaus (temple) erbaut, das im Jahr 1833 in neoklassischem Stil erneuert wurde. Interessant ist das Spannungsverhältnis zwischen der klassizistischen Fassade und dem Glockenturm über der Apsis.
- Die mittelalterliche Burg wurde in den religiös motivierten Auseinandersetzungen des 16. Jahrhunderts zerstört und im Jahr 1652 durch den heutigen Bau ersetzt. Dieser diente in den Revolutionsjahren als Kornspeicher und später als Gefängnis und als Hospital. Seit 1976 ist hier die Nationalpark-Verwaltung untergebracht.

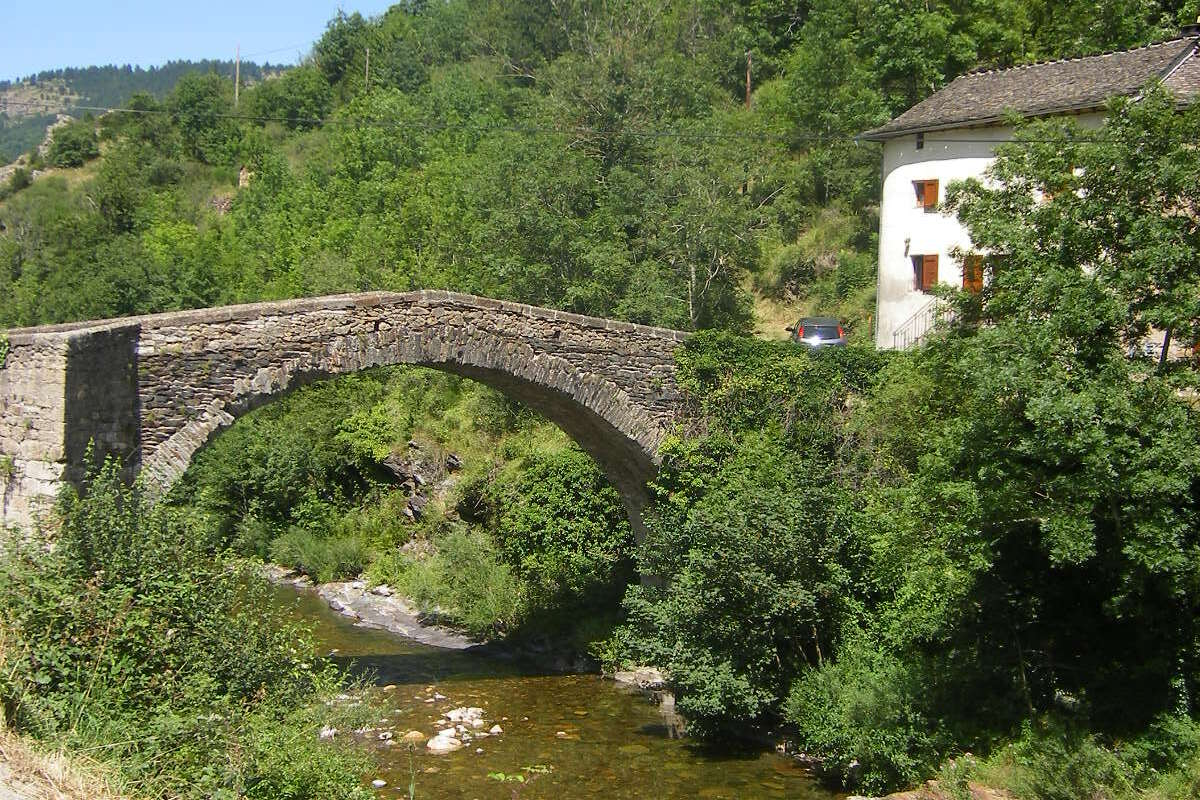
Pont de Barre

- Der im 16. und 17. Jahrhundert erbaute Kapuziner-Konvent dient heute als Privatschule. Die Renaissancefassade mit ihren bossierten Steinen, das Portal sowie das Treppenhaus wurden im Jahr 1999 als Monument historique anerkannt.[1]

außerhalb
- Etwa einen Kilometer südlich des Ortes führt eine mittelalterliche Brücke (Pont de Barre) über den Tarnon.
- Auf dem Gemeindegebiet stehen mehrere Zeugnisse aus der Zeit der Megalithkultur (Menhire und Dolmen), darunter der Dolmen la Pierre-Plate (Florac) (44° 19′ 47″ N, 3° 34′ 5″ O).